# هاینریش ایبرباخ
هاینریش کورت آلفونس ویلی ایبرباخ (به آلمانی: Heinrich Kurt Alfons Willy Eberbach) (۲۴ نوامبر ۱۸۹۵–۱۳ ژوئیه ۱۹۹۲) نظامی بلندپایه آلمانی در دوره رایش سوم بود که فرماندهی یگان‌های مختلف زرهی ورماخت را در طول جنگ جهانی دوم بر عهده داشت.

## سال‌های اولیه
هاینریش ایبرباخ روز ۲۴ نوامبر سال ۱۸۹۵ در اشتوتگارت زاده شد. سال ۱۹۱۴ در سن ۱۹ سالگی به عنوان افسر دانشجو به نیروی زمینی امپراتوری آلمان پیوست. سال بعد در یک هنگ پیاده‌نظام درجه ستوان دومی گرفت. مدت کوتاهی پس با آغاز جنگ جهانی اول به شدت از ناحیه صورت مجروح شد و بخشی از بینی خود را از دست داد. ایبرباخ به اسارت فرانسوی‌ها درآمد. سال ۱۹۱۶ به جهت جراحات خود به آلمان بازگردانده شد. پس از جراحی پلاستیک، سال ۱۹۱۸ به خدمت نظامی بازگشت. به عنوان افسر رابط به عثمانی فرستاده شد. مجددا این بار توسط بریتانیایی‌ها به اسارت گرفته شد. ماه اکتبر سال ۱۹۱۸، درحالی که همچنان در اسیر بود، به درجه ستوان یکمی ترفیع گرفت.
پس از جنگ به نیروهای پلیس پیوست و تا سال ۱۹۳۵ در آن خدمت کرد. روز ۱ اوت این سال با درجه سرگردی به نیروی زمینی بازگشت. یک سال بعد در هنگ ۶ زرهی قرار گرفت. ماه اکتبر سال ۱۹۳۷ به درجه سرهنگ دومی ترفیع گرفت. در ادامه فرمانده هنگ ۳۵ زرهی از لشکر چهارم زرهی شد.

## جنگ جهانی دوم
با آغاز جنگ جهانی دوم، ایبرباخ با هنگ خود در نبرد لهستان حضور داشت. در جریان نبرد فرانسه ماه ژوئن سال ۱۹۴۰ گذرگاهی بر رود سن در نزدیکی رومیلی به دست آورد و خود شهر را به همراه چند هزار اسیر، تصرف کرد. به جهت تقدیر از این دستاوردها روز ۴ ژوئیه سال ۱۹۴۰ نشان عالی صلیب شوالیه صلیب آهنین به او اعطا شد و روز ۱ اوت به درجه سرهنگی ترفیع گرفت.
ایبرباخ در مراحل نخست تهاجم به شوروی، این هنگ را هدایت کرد. روز ۳۱ دسامبر سال ۱۹۴۱ برگ‌های بلوط به نشان صلیب شوالیه او افزوده شد. ماه ژانویه سال ۱۹۴۲ موقتا فرماندهی لشکر چهارم زرهی را در دست گرفت. ماه مارس به درجه سرتیپی رسید و در این جایگاه تثبیت شد. متعاقبا به عنوان فرمانده سپاه ۴۸ زرهی منصوب گشت. روز ۱ دسامبر سال ۱۹۴۲ مجددا جراحت برداشت. در دوران نقاهت ماه ژانویه سال ۱۹۴۳ درجه سرلشکری به او اعطا گردید. ماه اوت همان سال به درجه سپهبدی (ژنرال نیروهای زرهی) نیز نائل آمد. پس از بازگشت به خدمت تا ماه اکتبر سال ۱۹۴۳ در چند جایگاه ستادی قرار داشت. در طول سه ماه آینده به ترتیب سپاه‌های ۴۷ زرهی، ۴۸ زرهی و ۴۰ زرهی را در جبهه شرقی با مهارت زیادی فرماندهی کرد.

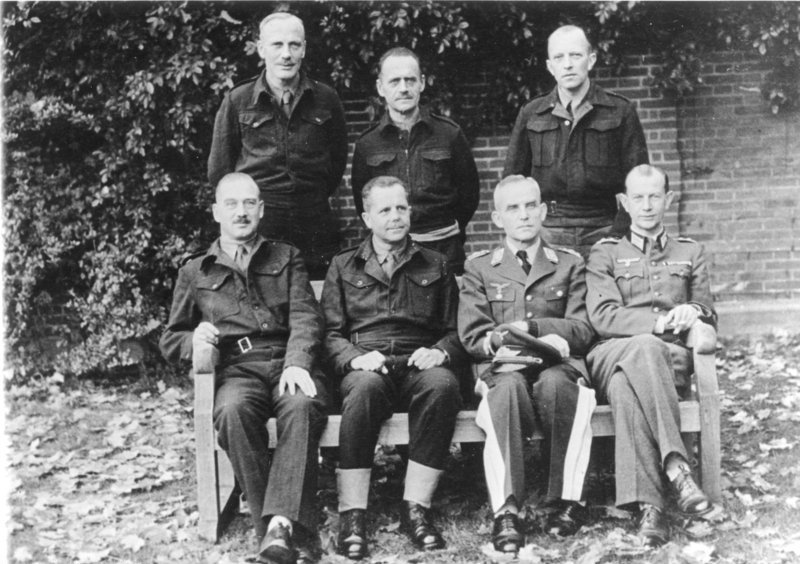
در اسارت، نشسته دومی از چپ

در هنگام خطر تهاجم متفقین به فرانسه، ایبرباخ به غرب منتقل و به فرماندهی ارتش پنجم زرهی در نرماندی منصوب شد. این  ارتش متشکل یگان‌های مضمحل‌شده اس‌اس و نیروی زمینی، مجموعا تنها ۱۲۰ تانک در اختیار داشت. به هر صورت ایبرباخ در حال عملیات شناسایی در نزدیکی رود سن، باز هم توسط نیروهای بریتانیایی، برای بار سوم به اسارت درآمد.

## پس از جنگ
سپهبد هاینریش ایبرباخ در نهایت ماه ژوئیه سال ۱۹۹۲ در نوتسینگن درگذشت.

## نشان‌ها
- صلیب شوالیه صلیب آهنین: ۴ ژوئیه ۱۹۴۰
  - برگ‌های بلوط: ۳۱ دسامبر ۱۹۴۱